# Přemysl Martinec
Přemysl Martinec (* 7. listopadu 1957) je český výtvarník.
Ve Mšeně navštěvoval od roku 1968 do roku 1973 na lidové škole umění výtvarný obor. V roce 1977 začal studovat na pedagogické fakultě Univerzity Karlovy obor český jazyk a výtvarná výchova. Důležitým obdobím, výrazně ovlivňujícím jeho tvorbu, bylo následné působení v roli sanitáře v nemocnici. Od poloviny 80. let začal kreslit svým osobitým a charakteristickým stylem. Hlásí se k českému surrealismu. Publikuje v časopise Analogon. Jedním z představitelů art-brut, syrového umění.

## Dílo
- Obrazy
- Keramika
- Kresby
- Ilustrace
  - Pavel R. Vejražka - Tam někde - ISBN 978-80-86352-18-3
- Knihy
  - Přemysl Martinec - Román 46b (2015) - ISBN 978-80-7438-122-5

## Výstavy
- Kresby a obrazy – Divadlo S. K. Neumanna, Praha, 1989
- Obrazy – Junior klub Na chmelnici, Praha, 1992
- Obrazy – Divadlo v Řeznické, Praha, 1995
- Obrazy – Koncertní a výstavní síň Atrium, Praha, 1997
- Obrazy – Radnice Slatina, Brno, 1998
- Obrazy – Galerie Vyšehrad, Praha, 1999
- Úspěšné dívenky – Masarykův kulturní dům, Mělník, 2000
- Obrazy – Vinotéka Rybička Praha, 2000
- Příchod larev – Knihkupectví a galerie Concordia, Praha, 2001
- Obrazy – 1. české soukromé učiliště a Učiliště s.r.o., Praha, 2004
- Z kabinetu dra Cinderelly – Moje múza, Praha, 2005
- Křičet – Památník Terezín, Malá pevnost Terezín, předsálí kina, Terezín, 2006
- Nutrie – Klub 29, Pardubice, 2009
- ALAID – Galerie Emila Juliše, Černčice u Loun, 2011[4]
- Půda – Housův mlýn, Tábor, 2011
- Drakatit - Muzeum Podkrkonoší, Trutnov, 2012[5]
- Běsnění – Moje múza, Praha, 2013